# 萊德島戰役 (前201年)
萊德島戰役（Battle of Lade），可能發生在公元前201年，是馬其頓王國艦隊與羅德島艦隊在克里特戰爭中的一場海戰。
當馬其頓國王腓力五世與罗马爆發第一次馬其頓戰爭時，準備建造新的艦隊，但直到戰爭結束都尚未完成。隨後，腓力五世把注意力轉到愛琴海沿岸的希臘城邦，因而爆發了克里特戰爭。在希俄斯島戰役中，馬其頓艦隊遭到帕加馬、羅德島、基濟科斯和拜占庭的聯合艦隊擊敗，戰後羅德島艦隊離開希俄斯島並航向南方的萊德島。使腓力五世占領整個希俄斯島，隨後羅德島艦隊遭到馬其頓艦隊襲擊，大約在萊德島和小亞細亞海域附近，但因馬其頓艦隊先前在希俄斯戰役損耗許多戰力，儘管擊敗了羅德島艦隊，卻無法給予毀滅打擊，羅德島艦隊因此逃往南方的羅得島，而使腓力五世開始入侵小亞細亞和帕加馬王國。

## 參见
- 克里特戰爭